# Giải bóng đá Ngoại hạng Anh
Giải bóng đá Ngoại hạng Anh (tiếng Anh: Premier League), thường được biết đến với tên gọi English Premier League hoặc EPL, là hạng đấu cao nhất của hệ thống các giải bóng đá ở Anh. Gồm 20 câu lạc bộ, giải đấu sử dụng hệ thống thăng hạng và xuống hạng với English Football League (EFL). Mùa giải kéo dài từ tháng 8 đến tháng 5 với mỗi đội chơi 38 trận đấu (đấu với 19 đội khác trên sân nhà và sân khách). Đa số các trận đấu được diễn ra vào chiều Thứ 7 và Chủ Nhật.
Giải đấu được thành lập vào ngày 20 tháng 2 năm 1992 với tên gọi FA Premier League sau quyết định của các câu lạc bộ tham dự Football League First Division tách khỏi Football League, 1 giải đấu khởi nguồn từ năm 1888, nhằm tận dụng lợi thế về các thỏa thuận bản quyền truyền hình. Thỏa thuận trong nước trị giá 1 tỉ bảng/năm được ký cho mùa 2013–14, với việc BSkyB và BT Group giành quyền phát sóng lần lượt 116 và 38 trận đấu. Giải đấu thu về 2,2 tỉ euro/năm tiền bản quyền truyền hình trong nước và quốc tế. Tính đến mùa 2014–15, các câu lạc bộ được chia khoản lợi nhuận 1,6 tỉ bảng, và 2,4 tỉ bảng vào mùa 2016–17.
Hiện tại, Premier League là giải đấu bóng đá được xem nhiều nhất trên thế giới, phát sóng trên 212 vùng lãnh thổ tới 643 triệu hộ gia đình và khoảng 30 tỉ lượng xem truyền hình. Trong mùa giải 2024–25, trung bình 1 trận đấu tại Premier League thu hút khoảng 40.430 khán giả tới sân, cao thứ 2 trong các giải bóng đá chuyên nghiệp sau Bundesliga với 43.500 khán giả. Phần lớn các sân bóng đều được lấp đầy khán giả. Premier League xếp thứ 1 trong Hệ số UEFA dành cho các giải đấu dựa theo thành tích của các câu lạc bộ tại các giải đấu châu Âu trong 5 mùa giải, tính đến năm 2021.
Đã có tất cả 51 câu lạc bộ tham dự kể từ mùa giải đầu tiên của Premier League năm 1992, nhưng mới chỉ có 7 trong số đó giành được chức vô địch: Manchester United (13), Manchester City (8), Chelsea (5), Arsenal (3), Liverpool (2), Blackburn Rovers, Leicester City.

## Lịch sử hình thành

### Bối cảnh
Sau thành công tại châu Âu những năm 1970 và đầu 1980, đến cuối những năm 80 đánh dấu những bước lùi của bóng đá Anh. Các sân vận động xuống cấp, những cổ động viên phải sử dụng cơ sở vật chất nghèo nàn, nạn côn đồ tràn lan, và các câu lạc bộ Anh bị cấm thi đấu tại các giải châu Âu trong 5 năm sau thảm họa Heysel năm 1985. Football League First Division, giải đấu cao nhất của nước Anh ra đời năm 1888, xếp sau Serie A của Italia và La Liga của Tây Ban Nha về số lượng khán giả cũng như doanh thu, một vài cầu thủ Anh nổi bật chuyển ra nước ngoài thi đấu.
Đầu thập niên 1990, tình thế dần đảo ngược: tại World Cup 1990, Anh lọt tới vòng bán kết; UEFA, cơ quan quản lý bóng đá châu Âu, dỡ bỏ lệnh cấm các câu lạc bộ Anh thi đấu tại các giải đấu châu Âu cũng trong năm đó, kết quả là Manchester United giành chức vô địch UEFA Cup Winners' Cup một năm sau đó, cùng với đó Lord Justice Taylor đưa ra bản báo cáo vào tháng 1 năm đó sau thảm họa Hillsborough, đề nghị các sân vận động phải nâng cấp trở thành những sân vận động gồm tất cả các khán đài ngồi.
Vào thập niên 1980, những câu lạc bộ lớn ở Anh bắt đầu chuyển dịch thành những dự án kinh doanh khi áp dụng các cơ chế thị trường vào quản lý câu lạc bộ để tối đa hóa lợi nhuận. Martin Edwards của Manchester United, Irving Scholar của Tottenham Hotspur và David Dein của Arsenal là những người dẫn đầu trong sự chuyển dịch này. Điều này đem lại cho các câu lạc bộ lớn nhiều quyền lực hơn. Bằng cách đe dọa sẽ ly khai, các câu lạc bộ ở Division One đã cố gắng làm tăng quyền chi phối biểu quyết của họ. Họ còn chiếm 50% cổ phần từ thu nhập truyền hình và tài trợ vào năm 1986. Doanh thu về truyền hình cũng dần trở nên quan trọng hơn: Football League nhận được 6,3 triệu bảng trong một thỏa thuận hai năm năm 1986, nhưng khi gia hạn hợp đồng mới năm 1988, giá trị đã tăng lên 44 triệu bảng cho bốn năm, với các đội bóng lớn chiếm 75% số tiền. Theo Scholar, người trực tiếp tham gia những cuộc đàm phán về thỏa thuận truyền hình, các đội bóng ở giải Hạng Nhất chỉ nhận được khoảng 25.000 bảng từ tiền bản quyền truyền hình, nhưng con số đó đã tăng lên vào khoảng 50.000 bảng trong đàm phán năm 1986 và 600.000 bảng vào năm 1988. Những cuộc đàm phán năm 1988 là những dấu hiệu đầu tiên của một giải đấu ly khai: 10 câu lạc bộ dọa rời khỏi và thành lập một "siêu giải đấu", nhưng cuối cùng đã được thuyết phục để ở lại, khi các đội bóng lớn chiếm phần lớn nhất của thỏa thuận. Khi mà các sân vận động được tu bổ, lượng khán giả và doanh thu tăng lên, các câu lạc bộ hàng đầu lại một lần nữa cân nhắc việc rời khỏi Football League để tận dụng dòng tiền chảy vào các môn thể thao.

### Thành lập
Năm 1990, giám đốc điều hành của London Weekend Television (LWT), Greg Dyke, đã gặp mặt đại diện của những đội bóng "Big 5" ở Anh (Manchester United, Liverpool, Tottenham, Everton và Arsenal) trong 1 bữa tối. Mục đích của cuộc gặp là sự mở đường cho cuộc ly khai khỏi Football League. Dyke tin rằng việc này sẽ đem lại lợi ích cho LWT nếu chỉ có những đội bóng lớn hơn trong nước xuất hiện trên truyền hình quốc gia, đồng thời muốn xác minh liệu các câu lạc bộ có quan tâm đến cổ phần tiền bản quyền truyền hình lớn hơn hay không. Tuy nhiên giải đấu sẽ không có uy tín nếu như không có sự ủng hộ của Liên đoàn bóng đá Anh (FA), vì thế David Dein của Arsenal đã đàm phán với FA để tiếp nhận ý tưởng. FA vốn đang không có mối quan hệ tốt với Football League vào thời điểm đó nên coi đó như là một cách làm suy yếu đi vị thế của Football League.
Kết thúc mùa bóng 1991, một lời đề nghị đã được đưa ra về việc tạo ra giải đấu mới sẽ mang về nhiều tiền hơn. Bản hiệp định các thành viên sáng lập do các câu lạc bộ của giải đấu cấp cao nhất lúc đó ký ngày 17 tháng 7 năm 1991, nhằm lập ra các nguyên tắc cơ bản về việc thành lập FA Premier League. Giải đấu cấp cao nhất mới được thành lập này sẽ độc lập tài chính với Hiệp hội bóng đá Anh và Football League, giúp cho FA Premier League tự chủ về việc thỏa thuận các hợp đồng tài trợ và bản quyền truyền hình. Lý lẽ được đưa ra khi đó là việc tăng thu nhập sẽ giúp các câu lạc bộ Anh tăng khả năng cạnh tranh với các đội bóng khác ở châu Âu. Mặc dù Dyke đóng vai trò quan trọng trong việc thành lập giải bóng đá Ngoại hạng Anh, Dyke và ITV lại thất bại trong cuộc đấu thầu bản quyền phát sóng khi BSkyB là đơn vị giành gói thầu với trị giá 304 triệu bảng trong 5 năm, còn BBC nhận gói phát sóng các chương trình tổng hợp vòng đấu trên Match of the Day.
Năm 1992, các câu lạc bộ Hạng Nhất đồng loạt từ bỏ Football League và tới ngày 27 tháng 5 năm 1992, FA Premier League thành lập 1 công ty trách nhiệm hữu hạn làm việc tại văn phòng của Hiệp hội bóng đá Anh sau đó đặt trụ sở chính ở Lancaster Gate. Điều đó có nghĩa Football League chấm dứt 104 năm hoạt động với 4 giải đấu; Premier League sẽ hoạt động như 1 hạng đấu riêng còn Football League chỉ còn 3 hạng. Không có sự thay đổi nào về thể thức; vẫn giữ nguyên số đội ở hạng đấu cao nhất, việc lên xuống hạng giữa Premier League và Hạng Nhất mới vẫn giữ nguyên như giữa Hạng Nhất và Nhì cũ với 3 đội lên hạng và 3 đội xuống hạng.
Mùa giải đầu tiên diễn ra vào 1992–93 và có 22 đội tham dự. Bàn thắng đầu tiên tại Premier League được ghi bởi Brian Deane của Sheffield United trong trận thắng 2 – 1 trước Manchester United. 22 đội bóng đầu tiên của Premier League là Arsenal, Aston Villa, Blackburn Rovers, Chelsea, Coventry City, Crystal Palace, Everton, Ipswich Town, Leeds United, Liverpool, Manchester City, Manchester United, Middlesbrough, Norwich City, Nottingham Forest, Oldham Athletic, Queens Park Rangers, Sheffield United, Sheffield Wednesday, Southampton, Tottenham Hotspur, và Wimbledon. Luton Town, Notts County và West Ham United là 3 đội bị xuống hạng ở giải hạng nhất cũ mùa 1991 – 92, nên không được tham dự mùa giải đầu tiên của Premier League.

### Big 4 thống trị (thập niên 2000)
| Mùa giải | ARS | CHE | LIV | MUN |
| --- | --- | --- | --- | --- |
| 2000–01 | 2   | 6   | 3   | 1   |
| 2001–02 | 1   | 6   | 2   | 3   |
| 2002–03 | 2   | 4   | 5   | 1   |
| 2003–04 | 1   | 2   | 4   | 3   |
| 2004–05 | 2   | 1   | 5   | 3   |
| 2005–06 | 4   | 1   | 3   | 2   |
| 2006–07 | 4   | 2   | 3   | 1   |
| 2007–08 | 3   | 2   | 4   | 1   |
| 2008–09 | 4   | 3   | 2   | 1   |
| 2009–10 | 3   | 1   | 7   | 2   |
| Top 4 | 10  | 8   | 7   | 10  |
| Trên 10 |     |     |     |     |
| vô địch Ngoại hạng vòng bảng Champions League vòng play-off / vòng loại thứ 3 của Champions League vòng loại đầu tiên của Champions League UEFA Cup / Europa League |     |     |     |     |

Một dấu hiệu nổi bật của Ngoại hạng Anh vào giữa thập niên 2000 là sự thống trị của nhóm "Big 4" gồm 4 câu lạc bộ: Arsenal, Chelsea, Liverpool và Manchester United. Trong thập kỷ đó, cá biệt là từ 2002 tới 2009, họ thống trị 4 vị trí đầu, nơi có suất tham dự UEFA Champions League. Họ góp mặt cả trong 4 vị trí này 5 trong 6 mùa giải từ 2003 – 04 tới 2008 – 09, cùng với đó là việc Arsenal giành chức vô địch mà không thua trận nào mùa 2003 – 04, lần duy nhất diễn ra tại Premier League.
Trong thập niên 2000 có 4 đội bóng ngoài "Big 4" đã giành được 1 suất trong top 4 Ngoại hạng Anh và giành vé tới đấu trường UEFA Champions League. Đó là Leeds United (1999 - 2000), Newcastle United (2001 - 02 và 2002 - 03), Everton (2004 - 05) và Tottenham Hotspur (2009 - 10) – mỗi đội đều đứng ở vị trí thứ 4 và giành suất cuối cùng dự Champions League, riêng Newcastle ở mùa bóng 2002 - 03, họ kết thúc ở vị trí thứ 3.
Tháng 5 năm 2008, Kevin Keegan phát biểu rằng việc thống trị của "Top 4" đe dọa đến giải đấu: "Giải đấu này có nguy cơ trở thành một trong những giải đấu lớn nhưng nhàm chán nhất thế giới." Giám đốc điều hành Premier League, Richard Scudamore phản biện lại rằng: "Có nhiều sự cạnh tranh khác nhau ở Premier League tại các vị trí đầu bảng, giữa bảng hay cuối bảng xếp hạng. Điều đó làm nên sự thú vị của giải đấu."
Trên đấu trường châu Âu, từ năm 2005 đến năm 2012, các đội bóng trong Big 4.
Ở các cúp châu Âu khác (UEFA Cup và Europa League sau này), 4 đội bóng Anh đã tiến đến các trận chung kết của UEFA Cup (hay Europa League sau này), trong đó chỉ Liverpool đoạt cúp vào năm 2001. Arsenal (2000), Middlesbrough (2006) và Fulham (2010) đều thua trận chung kết.

### Từ Big 4 tới Big 6
Từ sau năm 2009, đánh dấu sự thay đổi cấu trúc "Big 4" với việc Tottenham Hotspur và Manchester City cùng lọt vào top 4. Trong mùa giải 2009 - 10, Tottenham kết thúc ở vị trí thứ tư, qua đó trở thành đội bóng đầu tiên lọt vào top 4 kể từ sau Everton năm 2005. Tuy nhiên, những chỉ trích về khoảng cách giữa nhóm các "siêu câu lạc bộ" và phần còn lại của Premier League thì vẫn tiếp diễn, do họ chi tiêu nhiều hơn so với các câu lạc bộ khác ở Premier League. Kể từ khi liên tục có sự hiện diện của Manchester City và Tottenham Hotspur ở các vị trí đầu bảng xếp hạng, không có đội bóng nào bảo vệ thành công chức vô địch Ngoại hạng Anh cho đến mùa 2018 - 19 khi Manchester City làm được điều này. Ngoài ra, Premier League là giải vô địch quốc gia duy nhất tại các quốc gia thuộc UEFA mà không có câu lạc bộ nào bảo vệ thành công chức vô địch. Manchester City vô địch mùa 2011 - 12, trở thành câu lạc bộ đầu tiên ngoài "Top 4" vô địch kể từ mùa 1994 - 95. Đó cũng là mùa đầu tiên 2 trong 4 đội Top 4 (Chelsea và Liverpool) kết thúc ngoài top 4 kể từ 1994 - 95.
| Mùa bóng                                                                        | ARS | CHE | LIV | MCI | MUN | TOT |
| ------------------------------------------------------------------------------- | --- | --- | --- | --- | --- | --- |
| 2010–11                                                                         | 4   | 2   | 6   | 3   | 1   | 5   |
| 2011–12                                                                         | 3   | 6   | 8   | 1   | 2   | 4   |
| 2012–13                                                                         | 4   | 3   | 7   | 2   | 1   | 5   |
| 2013–14                                                                         | 4   | 3   | 2   | 1   | 7   | 6   |
| 2014–15                                                                         | 3   | 1   | 6   | 2   | 4   | 5   |
| 2015–16                                                                         | 2   | 10  | 8   | 4   | 5   | 3   |
| 2016–17                                                                         | 5   | 1   | 4   | 3   | 6   | 2   |
| 2017–18                                                                         | 6   | 5   | 4   | 1   | 2   | 3   |
| 2018-19                                                                         | 5   | 3   | 2   | 1   | 6   | 4   |
| 2019-20                                                                         | 8   | 4   | 1   | 2   | 3   | 6   |
| Top 4                                                                           | 6   | 7   | 5   | 10  | 6   | 5   |
| Top 6                                                                           | 9   | 9   | 7   | 10  | 9   | 10  |
| Tính đến hết mùa 2019/2020                                                      |     |     |     |     |     |     |
| Vô địch Vòng bảng Champions League Vòng play-off Champions League Europa League |     |     |     |     |     |     |

Chỉ với 4 vị trí đầu tiên của giải đấu có được suất dự UEFA Champions League mà hiện nay có sự cạnh tranh lớn hơn 4 suất đó, mặc dù chỉ mới mở ra đến 6 đội bóng. Nếu các đội bằng điểm và hiệu số bàn thắng, một trận đấu phân định suất dự cúp Châu Âu sẽ được chơi ở sân trung lập. Trong 5 mùa giải tiếp theo sau mùa bóng 2011 - 12, Manchester United và Liverpool đều đứng ngoài top 4 với 3 lần trong khi Chelsea kết thúc ở vị trí thứ 10 trong mùa giải 2015–16. Arsenal khép lại giải đấu ở vị trí thứ 5 vào mùa bóng 2016–17, kết thúc kỷ lục của họ với 20 lần liên tiếp kết thúc trong top 4.
Mùa bóng 2015 - 16, Big 4 đã bị phá vỡ bởi 1 đội bóng nằm ngoài nhóm Big 6 lần đầu tiên kể từ sau Everton năm 2005. Leicester City viết thành công câu chuyện cổ tích khi giành được chức vô địch Premier League và được tham dự vòng bảng Champions League.
Ngoài sân cỏ, "Top 6" nắm giữ sức mạnh và tầm ảnh hưởng về tài chính, các đội bóng này cho rằng họ nên được hưởng phần doanh thu lớn hơn do tầm vóc của câu lạc bộ của họ trên toàn cầu và thứ bóng đá hấp dẫn mà họ nhắm đến. Những người phản đối điều đó cho rằng cơ cấu doanh thu bình đẳng ở Premier League giúp duy trì tính cạnh tranh của giải đấu, điều đó rất quan trọng cho sự thành công trong tương lai.

### Quá trình phát triển
Do yêu cầu của Liên đoàn bóng đá thế giới (FIFA), cơ quan quản lý bóng đá quốc tế, rằng các giải đấu trong nước phải giảm số trận đấu, số câu lạc bộ giảm xuống còn 20 năm 1995, với việc 4 đội xuống hạng và chỉ có 2 lên hạng. Và cao nhất chỉ có 22 đội vào năm đầu tiên của mùa giải.
Ngày 8 tháng 6 năm 2006, FIFA yêu cầu tất cả các giải đấu lớn của châu Âu, gồm cả Serie A của Italia và La Liga của Tây Ban Nha giảm xuống còn 18 đội bắt đầu từ mùa 2007–08. Premier League phản ứng bằng cách đưa ra các ý định của họ để phản đối việc cắt giảm. Cuối cùng, mùa 2007–08 vẫn khởi tranh với 20 đội.
Giải đấu được đổi tên FA Premier League đơn giản hơn thành Premier League năm 2007.

### 2020 - nay
| Mùa                                                                          | ARS | CHE | LIV | MCI | MUN | TOT |
| ---------------------------------------------------------------------------- | --- | --- | --- | --- | --- | --- |
| 2020–21                                                                      | 8   | 4   | 3   | 1   | 2   | 7   |
| 2021–22                                                                      | 5   | 3   | 2   | 1   | 6   | 4   |
| 2022–23                                                                      | 2   | 12  | 5   | 1   | 3   | 8   |
| 2023-24                                                                      | 2   | 6   | 3   | 1   | 8   | 5   |
| Top 4                                                                        | 1   | 2   | 2   | 3   | 2   | 1   |
| Top 6                                                                        | 2   | 2   | 3   | 3   | 3   | 1   |
| Vô địch Vòng bảng Champions League Europa League Giải UEFA Europa Conference |     |     |     |     |     |     |

Từ mùa giải 2019–20, các Trợ lý trọng tài video (VAR) đã được sử dụng trong giải đấu. Vào tháng 10 năm 2020, Dự án Big Picture được công bố, mô tả kế hoạch tái hợp các câu lạc bộ hàng đầu Premier League với Giải bóng đá Anh. Dự án này do các câu lạc bộ Manchester United và Liverpool đề xuất, với mục tiêu cải thiện tình hình tài chính của các câu lạc bộ nhỏ và tăng cường sức cạnh tranh của giải đấu.
Mùa giải 2022–23 của Premier League ghi dấu ấn với một lịch thi đấu đặc biệt. Giải đã phải tạm nghỉ tới 6 tuần, từ tháng 11 đến tháng 12 năm 2022, để nhường chỗ cho kỳ FIFA World Cup lần đầu tiên được tổ chức vào mùa đông. Ngay sau khi giải vô địch thế giới khép lại, các trận đấu của Premier League đã trở lại vào dịp Boxing Day truyền thống, mang đến không khí bóng đá tưng bừng cho khán giả hâm mộ. Cầu thủ quyết định quỳ gối trước trận đấu để thể hiện sự đoàn kết và cam kết xóa bỏ phân biệt chủng tộc. Mùa giải đó cũng đáng chú ý khi có nhiều bất ngờ. Newcastle United và Brighton & Hove Albion đã lọt vào top 6, trong khi Tottenham và Chelsea đã tụt hạng. Leicester City, nhà vô địch mùa giải 2015-2016, đã xuống hạng, trở thành câu lạc bộ vô địch thứ hai phải xuống hạng kể từ năm 1992.

## Cơ cấu tổ chức
Football Association Premier League Ltd (FAPL) được tổ chức như 1 công ty và được sở hữu bởi 20 thành viên câu lạc bộ. Mỗi câu lạc bộ là 1 cổ đông, với 1 phiếu mỗi khi biểu quyết về các vấn đề như thay đổi quy tắc và hợp đồng. Các câu lạc bộ lựa chọn ra 1 chủ tịch, giám đốc điều hành, và các thành viên ban giám đốc để giám sát các hoạt động của giải đấu.
Chủ tịch hiện tại là Sir Dave Richards, được bổ nhiệm vào tháng 4 năm 1999, và giám đốc điều hành là Richard Scudamore, được bổ nhiệm tháng 11 năm 1999. Cựu chủ tịch và giám đốc điều hành, John Quinton và Peter Leaver, bị buộc từ chức vào tháng 3 năm 1999 sau khi trao hợp đồng tư vấn cho cựu giám đốc Sky Sam Chisholm và David Chance. Liên đoàn bóng đá Anh không trực tiếp tham gia vào việc điều hành Premier League, nhưng có quyền phủ quyết với tư cách cổ đông đặc biệt trong việc lựa chọn chủ tịch và giám đốc điều hành và khi các luật mới được đưa ra áp dụng cho giải đấu.
Premier League có đại diện tại Hiệp hội các Câu lạc bộ châu Âu của UEFA, số câu lạc bộ và những câu lạc bộ được lựa chọn theo hệ số UEFA. Mùa giải 2012–13, Premier League có 10 đại diện trong Hiệp hội: Arsenal, Aston Villa, Chelsea, Everton, Fulham, Liverpool, Manchester City, Manchester United, Newcastle United và Tottenham Hotspur. Hiệp hội các Câu lạc bộ châu Âu có trách nhiệm lựa chọn ra 3 thành viên tham gia Ủy ban các giải đấu cấp câu lạc bộ của UEFA, nơi tham gia điều hành các giải đấu của UEFA như Champions League và UEFA Europa League.

## Thể thức giải đấu

### Giải đấu
Có 20 câu lạc bộ tại Premier League. Trong một mùa giải (từ tháng 8 tới tháng 5), mỗi câu lạc bộ sẽ thi đấu với các đối thủ khác 2 lần (vòng tròn 2 lượt) bao gồm 1 trận sân nhà và 1 trận sân khách, tính ra có 38 trận đấu. Các đội sẽ giành được 3 điểm/trận thắng, 1 điểm/trận hòa và không có điểm khi thua trận. Các đội sẽ được xếp hạng theo tổng số điểm giành được, rồi sau đó mới xét tới hiệu số bàn thắng và thành tích đối đầu. Nếu vẫn bằng điểm nhau, các đội sẽ được tính là xếp cùng vị trí. Nếu việc bằng nhau đó quyết định tới chức vô địch, xuống hạng hay giành quyền tham dự 1 giải đấu khác, 1 trận play-off sẽ được diễn ra trên sân trung lập để xác định thứ hạng. 3 vị trí thấp nhất sẽ xuống chơi tại Football League Championship, còn 2 đội đứng đầu Championship, cùng với đội thắng vòng play-off dành cho các đội xếp từ thứ 3 tới thứ 6 Championship, sẽ giành quyền lên hạng.
Năm 2008 đã từng có đề xuất thêm vòng đấu 39 nhưng ý tưởng này đã bị hủy bỏ.

### Tư cách tham dự các giải đấu châu Âu

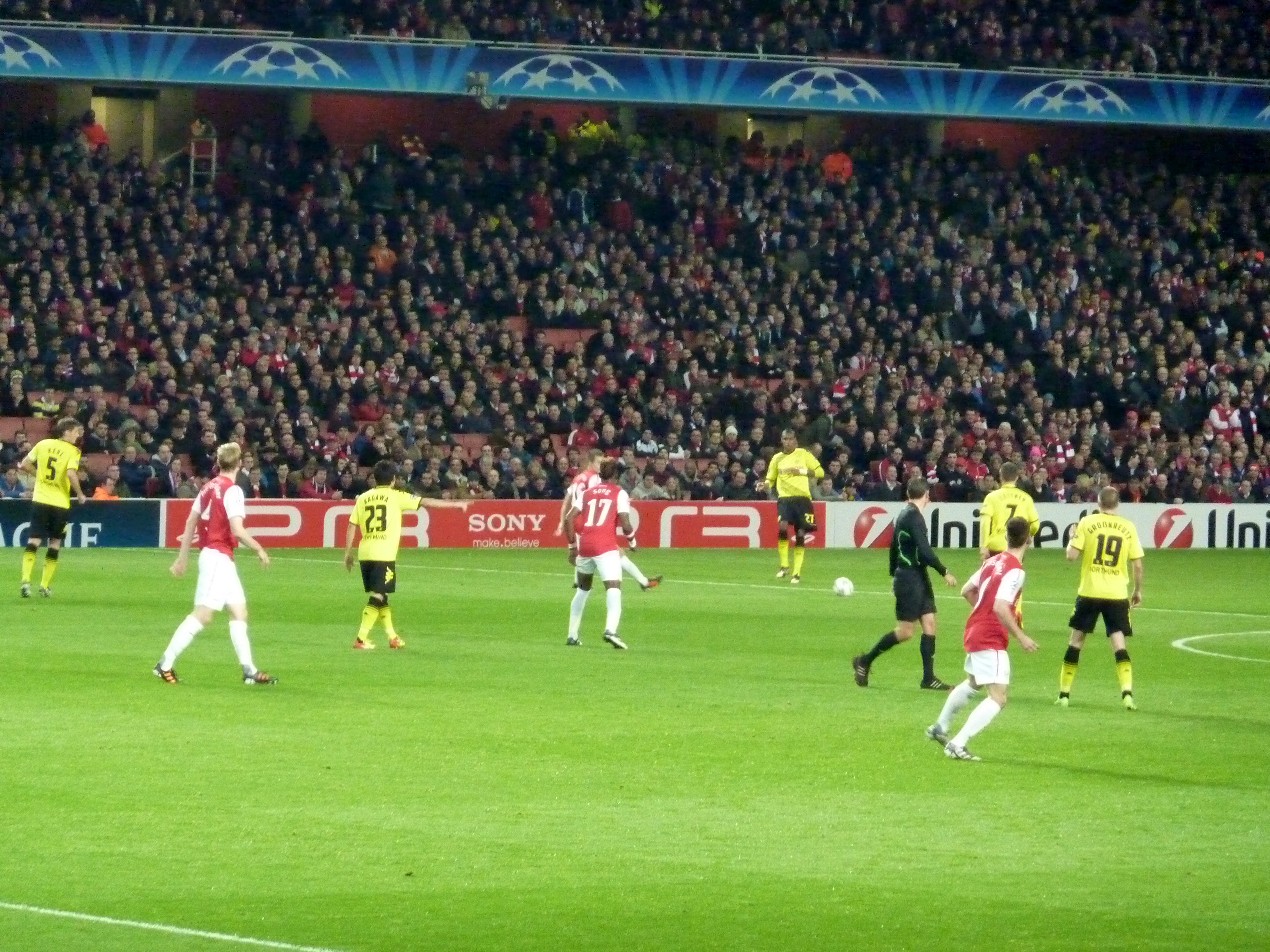
Arsenal gặp Borussia Dortmund tại UEFA Champions League năm 2011

Mùa giải 2009–10, suất tham dự UEFA Champions League thay đổi, 4 đội đứng đầu Premier League giành quyền tham dự UEFA Champions League, với việc 3 đội dẫn đầu lọt trực tiếp vào vòng bảng. Trước đó chỉ có 2 đội dẫn đầu lọt trực tiếp. Đội xếp thứ 4 tham dự Champions League ở vòng play-off dành cho các đội không vô địch và phải thắng sau 2 lượt trận mới được vào vòng bảng.
Đội xếp thứ 5 Premier League sẽ trực tiếp tham dự UEFA Europa League, đội thứ 6 và thứ 7 được tham dự hay không, phụ thuộc vào đội vô địch 2 cúp quốc nội là FA Cup và League Cup. Hai suất Europa League sẽ được dành cho đội vô địch của giải đấu đó; nếu đội vô địch FA Cup hoặc League Cup đã giành quyền tham dự Champions League, thì suất đó sẽ dành cho đội có vị trí kết thúc ở vị trí cao hơn tại Premier League. Một suất tham dự UEFA Europa League khác cũng có thể giành được nhờ giải Fair Play. Nếu Premier League là một trong ba giải đứng bảng xếp hạng Fair Play của châu Âu, đội xếp cao nhất trong bảng xếp hạng Fair Play Premier League nếu chưa giành quyền tham dự cúp châu Âu sẽ được tham dự từ vòng loại thứ nhất UEFA Europa League.
Một ngoại lệ xảy ra năm 2005, khi Liverpool vô địch Champions League năm trước đó, nhưng họ không giành được quyền tham dự Champions League tại Premier League mùa giải đó. UEFA dành cho Liverpool quyền đặc biệt tham dự Champions League, giúp Anh có 5 đội tham dự. UEFA sau đó đưa ra quy định đội đương kim vô địch mặc nhiên được tham dự vào mùa sau bất chấp kết quả của họ tại giải quốc nội. Tuy nhiên, đối với những quốc gia có 4 suất tham dự Champions League, nếu nhà vô địch Champions League kết thúc ở vị trí ngoài đội đứng đầu ở giải quốc nội, đội đó sẽ lấy suất tham dự của đội xếp thứ 4. Tại thời điểm đó, không có một liên đoàn nào có hơn 4 đại diện tham dự Champions League. Điều này diễn ra vào năm 2012, khi Chelsea – đội vô địch Champions League năm trước đó nhưng xếp thứ 6 tại giải trong nước – giành suất tham dự Champions League của Tottenham Hotspur, đội phải tham dự Europa League.
Bắt đầu từ mùa 2015–16, đội vô địch Europa League sẽ được tham dự Champions League mùa giải tiếp theo, suất tối đa tham dự Champions League cho mỗi quốc gia được nâng lên 5. Một quốc gia có 4 suất Champions League, như Anh, sẽ chỉ kiếm được suất thứ 5 nếu một câu lạc bộ không giành được quyền tham dự Champions League thông qua giải quốc nội mà vô địch Champions League hoặc Europa League.
Năm 2007, Premier League trở thành giải đấu đứng đầu bảng xếp hạng Các giải đấu châu Âu dựa theo thành tích của các câu lạc bộ Anh tại cúp châu Âu trong giai đoạn 5 năm. Điều này đã phá vỡ sự thống trị 8 năm của giải vô địch quốc gia Tây Ban Nha, La Liga.

### Các câu lạc bộ Premier League tại các giải quốc tế
Từ mùa 1992–93 tới 2021–22, các câu lạc bộ Premier League đã 6 lần giành chức vô địch UEFA Champions League (và 8 lần giành á quân), xếp sau La Liga của Tây Ban Nha với 12 lần và Serie A của Italia với 5 lần, và Bundesliga của Đức với 4 lần vô địch. FIFA Club World Cup (hay FIFA Club World Championship, theo tên gọi ban đầu) từng 4 lần được các câu lạc bộ Premier League giành được (Manchester United năm 2008, Liverpool năm 2019, Chelsea năm 2021, Manchester City năm 2023), họ cũng 2 lần giành chức á quân (Liverpool vào 2005, Chelsea vào 2012), xếp sau La Liga của Tây Ban Nha với 12 lần, và Brasileirão của Brazil với 4 lần.

### Lên, xuống hạng
Các câu lạc bộ của Giải Ngoại hạng và Giải bóng đá hạng nhất Anh có sự chuyển đổi hạng thi đấu sau mỗi mùa giải. Cụ thể, ba đội bóng đứng cuối bảng xếp hạng của giải Ngoại hạng Anh sẽ trực tiếp xuống chơi tại Giải bóng đá hạng nhất Anh. Còn 2 đội đứng đầu bảng của giải hạng nhất Anh sẽ trực tiếp thăng hạng lên Ngoại hạng Anh, một câu lạc bộ còn lại sẽ lên hạng sau chiến thắng trong trận play-off giữa các đội đứng thứ 3, thứ 4, thứ 5 và thứ 6 giải hạng nhất Anh. Số lượng các câu lạc bộ có sự chuyển đổi hạng thi đấu được thể hiện như sau:
|  | - 1992–1995: 22 câu lạc bộ - 1995–nay: 20 câu lạc bộ |

## Câu lạc bộ
Có tổng cộng 51 câu lạc bộ từng tham dự Premier League từ khi thành lập năm 1992, tính đến mùa 2024–25.

### Các đội vô địch
| STT | Mùa giải  | Đội vô địch       |
| --- | --------- | ----------------- |
| 1   | 1992–93   | Manchester United |
| 2   | 1993–94   | Manchester United |
| 3   | 1994–95   | Blackburn Rovers  |
| 4   | 1995–96   | Manchester United |
| 5   | 1996–97   | Manchester United |
| 6   | 1997–98   | Arsenal           |
| 7   | 1998–99   | Manchester United |
| 8   | 1999–2000 | Manchester United |
| 9   | 2000–01   | Manchester United |
| 10  | 2001–02   | Arsenal           |

| STT | Mùa giải | Đội vô địch       |
| --- | -------- | ----------------- |
| 11  | 2002–03  | Manchester United |
| 12  | 2003–04  | Arsenal           |
| 13  | 2004–05  | Chelsea           |
| 14  | 2005–06  | Chelsea           |
| 15  | 2006–07  | Manchester United |
| 16  | 2007–08  | Manchester United |
| 17  | 2008–09  | Manchester United |
| 18  | 2009–10  | Chelsea           |
| 19  | 2010–11  | Manchester United |
| 20  | 2011–12  | Manchester City   |

| STT | Mùa giải | Đội vô địch       |
| --- | -------- | ----------------- |
| 21  | 2012–13  | Manchester United |
| 22  | 2013–14  | Manchester City   |
| 23  | 2014–15  | Chelsea           |
| 24  | 2015–16  | Leicester City    |
| 25  | 2016–17  | Chelsea           |
| 26  | 2017–18  | Manchester City   |
| 27  | 2018–19  | Manchester City   |
| 28  | 2019–20  | Liverpool         |
| 29  | 2020–21  | Manchester City   |
| 30  | 2021–22  | Manchester City   |

| STT | Mùa giải | Đội vô địch     |
| --- | -------- | --------------- |
| 31  | 2022–23  | Manchester City |
| 32  | 2023–24  | Manchester City |
| 33  | 2024–25  | Liverpool       |

#### Số lần vô địch theo câu lạc bộ
| Câu lạc bộ        | Số lần vô địch | Năm vô địch |
| ----------------- | -------------- | --- |
| Manchester United | 13             | 1992–93, 1993–94, 1995–96, 1996–97, 1998–99, 1999–2000, 2000–01, 2002–03, 2006–07, 2007–08, 2008–09, 2010–11, 2012–13 |
| Manchester City   | 8              | 2011–12, 2013–14, 2017–18, 2018–19, 2020–21, 2021–22, 2022–23, 2023–24                                                |
| Chelsea           | 5              | 2004–05, 2005–06, 2009–10, 2014–15, 2016–17                                                                           |
| Arsenal           | 3              | 1997–98, 2001–02, 2003–04                                                                                             |
| Liverpool         | 2              | 2019–20, 2024–25 |
| Blackburn Rovers  | 1              | 1994–95 |
| Leicester City    | 1              | 2015–16 |

### Các câu lạc bộ theo giai đoạn
Do việc lên xuống hạng, chỉ có 6 thành viên sáng lập Premier League chưa từng xuống hạng, trong khi đó 6 đội sáng lập khác chưa thể trở lại sau khi xuống hạng. Có 25 câu lạc bộ giành được quyền thăng hạng, chỉ có 3 đội không xuống hạng trong mùa tiếp theo, trong khi đó có 7 đội xuống hạng ngay sau 1 giai đoạn. Số còn lại 15 câu lạc bộ lên xuống nhiều lần, như trường hợp của Norwich City với 6 giai đoạn khác nhau.
|                       | Thành viên sáng lập                                                               | Thành viên sáng lập                                                 | Các câu lạc bộ lên hạng                                        | Các câu lạc bộ lên hạng |
| Đang thi đấu tại giải | Không thi đấu tại giải                                                            | Đang thi đấu tại giải                                               | Không thi đấu tại giải                                         | |
| --------------------- | --------------------------------------------------------------------------------- | ------------------------------------------------------------------- | -------------------------------------------------------------- | --- |
| Chưa xuống hạng       | - Arsenal - Chelsea - Everton - Liverpool - Manchester United - Tottenham Hotspur |                                                                     | - Brighton & Hove Albion - Brentford                           | |
| Xuống hạng 1 lần      | - Aston Villa                                                                     | - Coventry City - Oldham Athletic - Sheffield Wednesday - Wimbledon | - Bournemouth                                                  | - Barnsley - Blackpool - Bradford City - Portsmouth - Swindon Town - Wigan Athletic - Stoke City - Swansea City - Huddersfield Town - Luton Town |
| Xuống hạng 2 lần      | - Manchester City                                                                 | - Blackburn Rovers - Leeds United                                   | - West Ham United - Newcastle United - Wolverhampton Wanderers | - Charlton Athletic - Derby County - Reading - Cardiff City                                                                                      |
| Xuống hạng 3 lần      | - Nottingham Forest                                                               | - Ipswich Town - Southampton - Queens Park Rangers                  |                                                                | - Birmingham City - Bolton Wanderers - Hull City                                                                                                 |
| Xuống hạng 4 lần      | - Crystal Palace                                                                  | - Middlesbrough - Sheffield United                                  | - Fulham                                                       | - Sunderland - Watford - Burnley |
| Xuống hạng 5 lần      |                                                                                   |                                                                     |                                                                | - Leicester City - West Bromwich Albion |
| Xuống hạng 6 lần      |                                                                                   | - Norwich City                                                      |                                                                | |

### Mùa 2024–25
Dưới đây là 20 câu lạc bộ tham dự Premier League mùa 2024–25:
| Câu lạc bộ                  | Vị trí mùa 2023–24        | Mùa đầu tiên tại giải VĐQG | Số mùa tại giải VĐQG | Số mùa tại Premier League | Mùa đầu tiên trong giai đoạn hiện tại ở giải VĐQG | Số danh hiệu VĐQG | Chức VĐQG gần nhất |
| --------------------------- | ------------------------- | -------------------------- | -------------------- | ------------------------- | ------------------------------------------------- | ----------------- | ------------------ |
| Arsenala, b                 | 2                         | 1904–05                    | 107                  | 32                        | 1919–20                                           | 13                | 2003–04            |
| Aston Villaa                | 4                         | 1888–89                    | 110                  | 29                        | 2019–20                                           | 7                 | 1980–81            |
| Brentford                   | 16                        | 1935–36                    | 8                    | 3                         | 2021–22                                           | 0                 | –                  |
| Brighton & Hove Albion F.C. | 11                        | 1979–80                    | 11                   | 7                         | 2017–18                                           | 0                 | –                  |
| Bournemouth                 | 12                        | 2015–16                    | 7                    | 7                         | 2022–23                                           | 1                 | –                  |
| Chelseaa, b                 | 6                         | 1907–08                    | 89                   | 32                        | 1989–90                                           | 6                 | 2016–17            |
| Crystal Palacea             | 10                        | 1969–70                    | 24                   | 15                        | 2013–14                                           | 0                 | -                  |
| Evertona, b, c              | 15                        | 1888–89                    | 121                  | 32                        | 1954–55                                           | 9                 | 1986–87            |
| Ipswich Town                | 2 (Championship)          | 1961–62                    | 27                   | 6                         | 2024–25                                           | 1                 | 1961–62            |
| Southampton                 | 4 (Championship Play-off) | 1955–56                    | 63                   | 6                         | 2024–25                                           | 1                 | –                  |
| Liverpoola, b               | 3                         | 1894–95                    | 109                  | 32                        | 1962–63                                           | 20                | 2019–20            |
| Manchester Citya            | 1                         | 1899–1900                  | 95                   | 27                        | 2002–03                                           | 9                 | 2023-24            |
| Manchester Uniteda, b       | 8                         | 1892–93                    | 99                   | 32                        | 1975–76                                           | 20                | 2012–13            |
| Newcastle United F.C.       | 7                         | 1898–99                    | 90                   | 27                        | 2017–18                                           | 4                 | 1926–27            |
| Nottingham Forestc          | 17                        | 1892–93                    | 58                   | 7                         | 2022–23                                           | 1                 | 1977–78            |
| Leicester City              | 1 (Championship)          | 1955-56                    | 56                   | 18                        | 2024–25                                           | 1                 | 2015–16            |
| Tottenham Hotspura, b       | 5                         | 1909–10                    | 89                   | 32                        | 1978–79                                           | 2                 | 1960–61            |
| Fulham                      | 13                        | 1949–50                    | 29                   | 17                        | 2022–23                                           | 0                 | -                  |
| West Ham United             | 9                         | 1923–24                    | 66                   | 28                        | 2012–13                                           | 0                 | -                  |
| Wolverhampton Wanderersc    | 14                        | 1888–89                    | 69                   | 10                        | 2018–19                                           | 3                 | 1958–59            |

- Luton Town, Burnley và Sheffield United xuống chơi tại Championship mùa giải 2024–25, trong khi đó Leicester City, Ipswich Town và Southampton, lần lượt là đội vô địch, á quân và đội thắng trong trận chung kết playoff, lên thi đấu từ Championship mùa giải 2023–24.
- Brighton & Hove Albion, Brentford là 2 câu lạc bộ vẫn tiếp tục tại Premier League sau lần lên hạng đầu tiên với mùa giải thứ 8, 4 (trong tổng cộng 33 mùa).

a: Thành viên sáng lập Premier League
b: Chưa từng xuống hạng từ Premier League
c: Một trong 12 đội Football League ban đầu

### Các câu lạc bộ ngoài Anh
Wales
Năm 2011, câu lạc bộ của Wales tham dự Premier League lần đầu tiên, khi Swansea City giành suất lên hạng. Trận đấu đầu tiên của Premier League diễn ra bên ngoài nước Anh là trận đấu sân nhà của Swansea City ở Sân vận động Liberty gặp Wigan Athletic ngày 20 tháng 8 năm 2011. Mùa 2012–13, Swansea giành quyền tham dự Europa League khi vô địch League Cup. Số câu lạc bộ của Wales tại Premier League được tăng lên 2 lần đầu tiên mùa 2013–14, khi Cardiff City giành quyền thăng hạng, nhưng Cardiff City đã xuống hạng ngay mùa đó. Cardiff được quay lại vào 2017-18 nhưng số lượng đội của Xứ Wales vẫn tương tự.
Vì họ là thành viên của Hiệp hội bóng đá Wales (FAW), vấn đề là những câu lạc bộ như Swansea nên đại diện cho Anh hay Wales ở các giải đấu châu Âu đã đặt ra những cuộc thảo luận kéo dài tại UEFA. Swansea giành một trong ba suất của Anh tham dự Europa League mùa 2013–14 sau khi vô địch League Cup 2012–13. Quyền của các câu lạc bộ Wales thi đấu dưới danh nghĩa đại diện của Anh được tranh cãi cho tới khi Welsh UEFA làm rõ vấn đề tháng 3 năm 2012.
Scotland và Ireland
Việc tham dự Premier League của một vài câu lạc bộ Scotland hay Ireland được đưa ra thảo luận vài lần nhưng không có kết quả. Ý tưởng khả thi nhất là vào năm 1998, khi Wimbledon được Premier League chấp thuận di chuyển tới Dublin, Ireland, nhưng cuối cùng bị chặn lại bởi Hiệp hội bóng đá Cộng hòa Ireland. Thêm vào đó, giới truyền thông thi thoảng lại đưa ra ý tưởng về việc hai đội bóng lớn nhất Scotland, Celtic và Rangers, nên hoặc sẽ gia nhập Premier League, nhưng không có gì ngoài các cuộc thảo luận.

## Các nhà tài trợ
Từ 1993 tới 2016, Premier League đã bán quyền tài trợ giải đấu cho hai công ty; Barclays là nhà tài trợ gần nhất, họ tài trợ cho Premier League từ năm 2001 tới 2016 (trước 2004, tài trợ thông qua thương hiệu Barclaycard trước khi trở lại với nhãn hiệu ngân hàng chính năm 2004).
| Giai đoạn | Nhà tài trợ          | Tên                        |
| --------- | -------------------- | -------------------------- |
| 1992–1993 | Không nhà tài trợ    | FA Premier League          |
| 1993–2001 | Carling              | FA Carling Premiership     |
| 2001–2004 | Barclaycard          | FA Barclaycard Premiership |
| 2004–2007 | Barclays             | FA Barclays Premiership    |
| 2007–2016 | Barclays             | Barclays Premier League    |
| 2016–     | Không có nhà tài trợ | Premier League             |

Hợp đồng của Barclays với Premier League kết thúc vào cuối mùa giải 2015–16. FA thông báo vào ngày 4 tháng 6 năm 2016, rằng sẽ không còn bất cứ nhà tài trợ nào gắn tên với Premier League nữa, họ muốn xây dựng một thương hiệu "sạch" cho giải đấu giống như các giải đấu thể thao nhà nghề Mỹ.
Ngoài nhà tài trợ chính của giải đấu, Premier League còn có một số đối tác chính thức và các nhà cung cấp. Bóng chính thức được cung cấp bởi Puma từ mùa giải 2025–26, trước đó Nike có hợp đồng tài trợ từ mùa 2000–01 khi họ giành được quyền từ tay Mitre.

## Tài chính
Premier League là giải đấu bóng đá có doanh thu cao nhất thế giới, với tổng doanh thu các câu lạc bộ là 2.48 tỉ Euro mùa 2009–10. Mùa 2013–14, do doanh thu truyền hình được cải thiện và kiểm soát chi phí, Premier League đã có lợi nhuận ròng vượt trên 78 triệu bảng Anh, vượt qua tất cả các giải bóng đá khác. Năm 2010 Premier League giành Giải thưởng Nữ hoàng dành cho doanh nghiệp trong hạng mục Thương mại quốc tế tôn vinh những đóng góp xuất sắc của họ đối với thương mại quốc tế và giá trị mà nó mang lại cho bóng đá Anh và ngành công nghiệp truyền hình của Vương quốc Liên hiệp Anh và Bắc Ireland.
Premier League có một vài câu lạc bộ giàu nhất thế giới. Bảng xếp hạng "Football Money League" của Deloitte có bảy câu lạc bộ Premier League nằm trong top 20 trong mùa giải 2009–10, và cả 20 câu lạc bộ nằm trong top 40 toàn cầu tới cuối mùa 2013–14, phần lớn là kết quả của việc tăng doanh thu bản quyền truyền hình. Từ năm 2013, giải đấu thu về 2.2 tỉ Euro một năm tiền bản quyền truyền hình nội địa và quốc tế.
Các câu lạc bộ tại Premier League đã đồng ý về nguyên tắc trong tháng 12 năm 2012, để kiểm soát chi phí mới một cách triệt để. Hai đề xuất bao gồm quy tắc hòa vốn và một mức trần mà các câu lạc bộ có thể tăng quỹ lương của họ theo từng mùa.

## Bản quyền truyền hình

### Vương quốc Anh và Ireland
Từ năm 1992, sau khi 20 CLB hàng đầu nước Anh rời hệ thống Football League, Ngoại hạng Anh ra đời và hoạt động như một tập đoàn. Nó được điều hành bởi chính các đội bóng tham dự, độc lập với Liên đoàn bóng đá Anh. Sky là kênh phát sóng chủ yếu giải đấu này tại Vương quốc Anh và Ireland, sau này có thêm các kênh khác cùng phát như ESPN, Setanta Sports, hiện nay là BT Sport, BT Sport bắt đầu nhảy vào tranh chấp miếng bánh ngon này với Sky, kênh truyền hình từ trước đến nay vốn độc quyền giải đấu trên lãnh thổ Anh từ năm 2013. Khi ấy, nhờ luật "đấu thầu mù" của Ngoại hạng Anh, hãng này bất ngờ lần đầu tiên giành quyền phát sóng 38 trận mỗi mùa. Từ khi BT Sport nhảy vào, giá bản quyền truyền hình trong lãnh thổ Anh tăng đột biến, từ 1,5 tỷ đôla mỗi mùa trong khoảng thời gian 2013–2016 lên 2,6 tỷ đôla trong giai đoạn 2016–2019. Tính ra, mỗi trận đấu từ năm 2016 sẽ có giá 15 triệu đôla chỉ riêng trên đất Anh.
| Mùa       | Sky  | Đài khác            | Đài khác | Đài khác           | Đài khác | Đài khác | Đài khác | Tổng |
| --------- | ---- | ------------------- | -------- | ------------------ | -------- | -------- | -------- | ---- |
| 1992–1993 | 60   | –                   | –        | –                  | –        | –        | –        | 60   |
| 1993–1997 | 66   | –                   | –        | –                  | –        | –        | –        | 66   |
| 1997–2001 | 66   | –                   | –        | –                  | –        | –        | –        | 66   |
| 2001–2004 | 110* | –                   | –        | –                  | –        | –        | –        | 110  |
| 2004–2007 | 138* | –                   | –        | –                  | –        | –        | –        | 138  |
| 2007–2009 | 96   | Setanta             | 42       | –                  | –        | –        | –        | 138  |
| 2009–2010 | 96   | ESPN                | 42       | –                  | –        | –        | –        | 138  |
| 2010–2013 | 115  | ESPN                | 23       | –                  | –        | –        | –        | 138  |
| 2013–2016 | 116  | BT Sport/TNT Sports | 38       | –                  | –        | –        | –        | 154  |
| 2016–2019 | 126  | BT Sport/TNT Sports | 42       | –                  | –        | –        | –        | 168  |
| 2019–2020 | 153  | BT Sport/TNT Sports | 64       | Amazon Prime Video | 24       | BBC      | 4        | 245  |
| 2020–2021 | 162  | BT Sport/TNT Sports | 85       | Amazon Prime Video | 28       | BBC      | 8        | 281  |
| 2021–2022 | 128  | BT Sport/TNT Sports | 52       | Amazon Prime Video | 20       | –        | –        | 200  |
| 2022–2025 | 128  | BT Sport/TNT Sports | 52       |                    | 20       | –        | –        | 200  |

### Toàn thế giới
Premier League là giải đấu bóng đá được xem nhiều nhất trên thế giới, phát sóng trên 212 vùng lãnh thổ tới 643 triệu hộ gia đình và khoảng 4,7 tỉ khán giả truyền hình. Tại Việt Nam, từ hơn 20 năm trước, người hâm mộ vẫn được thưởng thức miễn phí EPL trên truyền hình khi giải phát trên sóng VTV3. Nhưng sau đó, một số đài truyền hình trả tiền tại Việt Nam muốn tăng thị phần nên đã sẵn sàng bỏ ra hàng núi tiền để mua độc quyền bản quyền phát sóng EPL. Cuộc đua giữa các nhà đài luôn diễn ra rất căng thẳng khiến giá bản quyền EPL tăng với tốc độ phi mã. Kể từ năm 2010 đến nay, công ty truyền hình số vệ tinh VSTV (K+ - liên doanh giữa VTV và Canal Plus) đã đánh bật các đối thủ khác trong nước và trở thành đơn vị duy nhất sở hữu tất cả các trận đấu của mỗi mùa giải.

## Khoảng cách với các giải đấu thấp hơn
Khoảng cách giữa Premier League và Football League ngày càng tăng. Kể từ khi tách khỏi Football League, nhiều câu lạc bộ sáng lập Premier League phải vật lộn ở các giải thi đấu thấp hơn. Do một phần lớn là sự chênh lệch về doanh thu bản quyền truyền hình giữa các giải đấu, nhiều câu lạc bộ mới lên hạng rất khó khăn để trụ lại sau mùa giải đầu tiên của họ tại Premier League. Ở mọi mùa bóng trừ 2001–02, 2011–12 và 2017–18 có ít nhất một đội bóng mới lên Premier League phải quay trở lại với Football League. Mùa 1997–98, cả ba đội mới lên hạng đều phải xuống hạng vào cuối mùa bóng.
Premier League vẫn phân chia một phần doanh thu bản quyền truyền hình cho các câu lạc bộ phải xuống hạng. Bắt đầu từ mùa 2013–14, khoản này đã vượt quá 60 triệu bảng cho bốn mùa bóng. Mặc dù đã có kế hoạch để giúp các đội bóng điều chỉnh sự không cân đối về doanh thu truyền hình (trung bình các đội Premier League nhận 55 triệu bảng trong khi đó các câu lạc bộ Football League Championship chỉ nhận 2 triệu), người ta cho rằng chính các khoản được chia này đã làm gia tăng khoảng cách giữa các đội từng được tham dự Premier League với các câu lạc bộ khác, dẫn đến việc các câu lạc bộ thường trở lại sau khi xuống hạng. Một vài câu lạc bộ không thể quay trở lại ngay với Premier League, các vấn đề về tài chính, bao gồm một vài trường hợp bị chính quyền tiếp quản hoặc thậm chí là phá sản.

## Các sân vận động
Tính tới mùa 2017–18, Premier League đã được diễn ra trên 58 sân vận động kể từ mùa giải đầu tiên của Premier League. Sau thảm họa Hillsborough năm 1989 và kết quả của Báo cáo Taylor đề nghị loại bỏ khán đài đứng; kết quả là các sân vận động tại Premier League đều là khán đài ngồi. Từ khi thành lập Premier League, các sân bóng ở Anh đã được nâng cấp sức chứa và cơ sở vật chất, một số câu lạc bộ còn chuyển tới những sân vận động xây mới. 9 sân vận động từng diễn ra Premier League đã bị phá hủy. Các sân đấu của mùa 2010–11 sân có sức chứa lớn nhất là Old Trafford, sân nhà của Manchester United với sức chứa 75,957 còn nhỏ nhất là Vitality stadium, sân nhà của 
Bournemouth, với sức chứa 11464. Tổng sức chứa của các sân vận động Premier League mùa 2017–18 là 806,033 trung bình là 40,302 một sân.
Khán giả tới sân là một nguồn thu đáng kể của các câu lạc bộ Premier League. Mùa 2016–17, trung bình có 35,838 khán giả tới xem một trận đấu tại Premier League trong tổng số 13,618,596. Con số này tăng 13,089 so với số 21,126 khán giả ghi nhận trong mùa giải đầu tiên (1992–93). Tuy nhiên, sau mùa bóng 1992–93, sức chứa của các sân giảm xuống do phải loại bỏ khán đài đứng và đến hạn chót là mùa 1994–95 các sân phải bao gồm toàn bộ khán đài ngồi. Kỉ lục trung bình khán giả tới sân tại Premier League là 36,144 được thiết lập vào mùa giải 2007–08. Kỉ lục đó sau đó bị phá mùa 2013–14 với 36,695 khán giả, cao nhất kể từ năm 1950.

## Huấn luyện viên
Huấn luyện viên tại Premier League phụ trách đội bóng ngày qua ngày bao gồm tập luyện, lựa chọn đội hình và mua bán cầu thủ. Tầm ảnh hưởng của họ thay đổi từ cầu lạc bộ này đến câu lạc bộ khác và có liên quan tới chủ sở hữu đội bóng và mối quan hệ với các cổ động viên. Các huấn luyện viên phải đạt chứng chỉ UEFA Pro Licence bằng cấp cao nhất, sau khi hoàn thành cả UEFA 'B' và 'A' Licences. UEFA Pro Licence là yêu cầu cần thiết đối với những người muốn huấn luyện lâu dài tại Premier League (nghĩa là dưới 12 tuần là thời gian huấn luyện viên tạm quyền được cho phép huấn luyện đội bóng). Vị trí tạm quyền sẽ được bổ nhiệm trong khoảng thời gian trống chờ đợi huấn luyện viên chính thức mới. Một vài huấn luyện viên đã được bổ nhiệm làm huấn luyện viên chính thức sau thời gian tạm quyền; ví dụ như trường hợp của Paul Hart ở Portsmouth hay David Pleat ở Tottenham Hotspur.
Huấn luyện viên có thời gian làm việc dài nhất là Alex Ferguson, người nắm quyền Manchester United từ tháng 11 năm 1986 tới khi nghỉ hưu mùa 2012–13, nghĩa là ông huấn luyện cả 21 mùa đầu tiên của Premier League. Arsène Wenger hiện là huấn luyện viên có thời gian làm việc dài nhất, khi dẫn dắt Arsenal tại Premier League từ 1996.. Hiện tại ông đã không còn dẫn dắt Arsenal F.C.

### Các huấn luyện viên giành chức vô địch

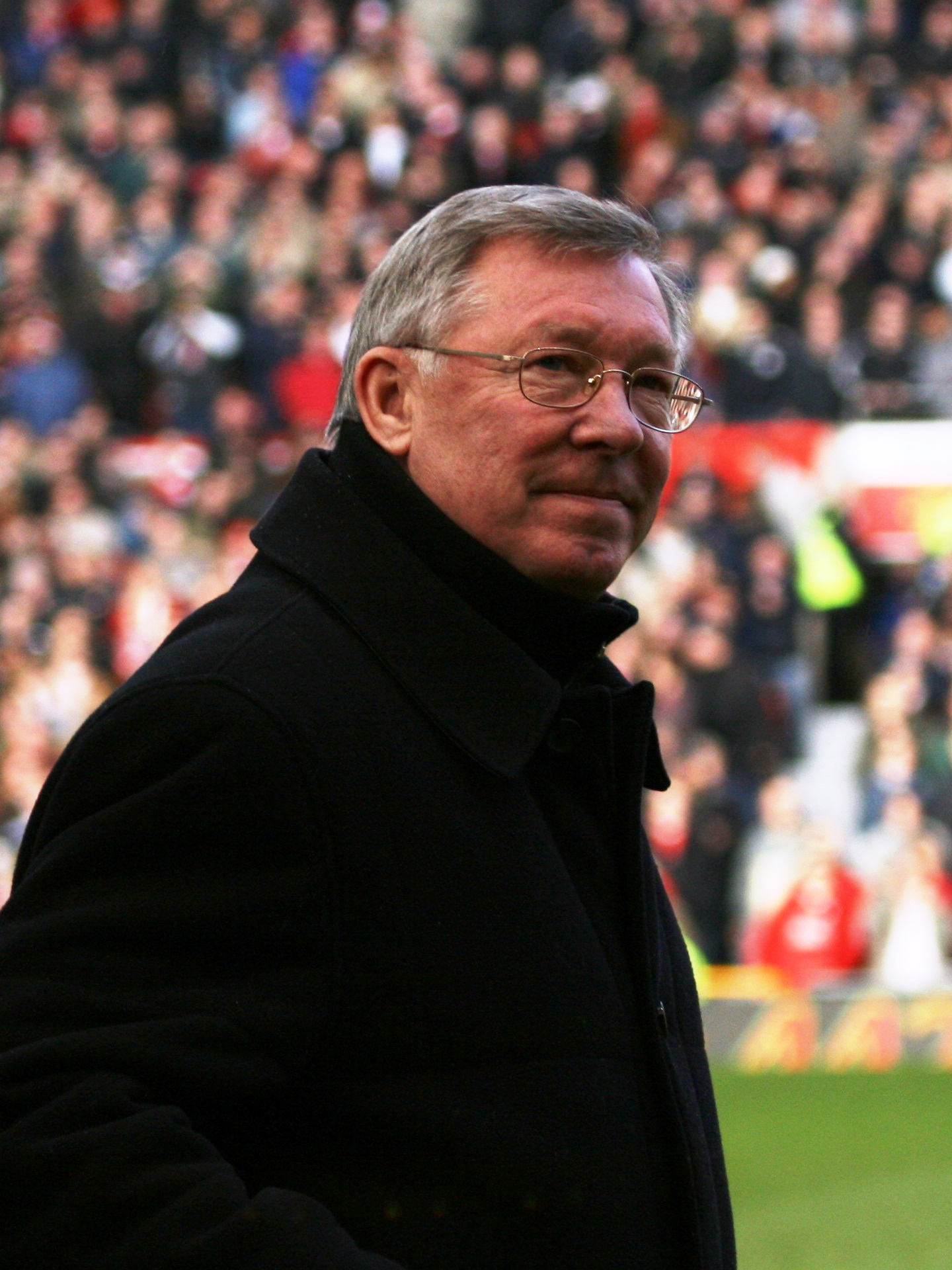
Cựu huấn luyện viên Manchester United Sir Alex Ferguson là huấn luyện viên thành công nhất lịch sử Premier League.

| Huấn luyện viên   | Câu lạc bộ        | Vô địch | Năm vô địch |
| ----------------- | ----------------- | ------- | --- |
| Alex Ferguson     | Manchester United | 13      | 1992–93, 1993–94, 1995–96, 1996–97, 1998–99, 1999–2000, 2000–01, 2002–03, 2006–07, 2007–08, 2008–09, 2010–11, 2012–13 |
| Pep Guardiola     | Manchester City   | 6       | 2017–18, 2018–19, 2020–21, 2021–22, 2022–23, 2023–24                                                                  |
| Arsene Wenger     | Arsenal           | 3       | 1997–98, 2001–02, 2003–04                                                                                             |
| José Mourinho     | Chelsea           | 3       | 2004–05, 2005–06, 2014–15                                                                                             |
| Kenny Dalglish    | Blackburn Rovers  | 1       | 1994-95 |
| Carlo Ancelotti   | Chelsea           | 1       | 2009–10 |
| Roberto Mancini   | Manchester City   | 1       | 2011–12 |
| Manuel Pellegrini | Manchester City   | 1       | 2013–14 |
| Claudio Ranieri   | Leicester City    | 1       | 2015–16 |
| Antonio Conte     | Chelsea           | 1       | 2016–17 |
| Jürgen Klopp      | Liverpool         | 1       | 2019–20 |
| Arne Slot         | Liverpool         | 1       | 2024–25 |

### Các HLV hiện tại

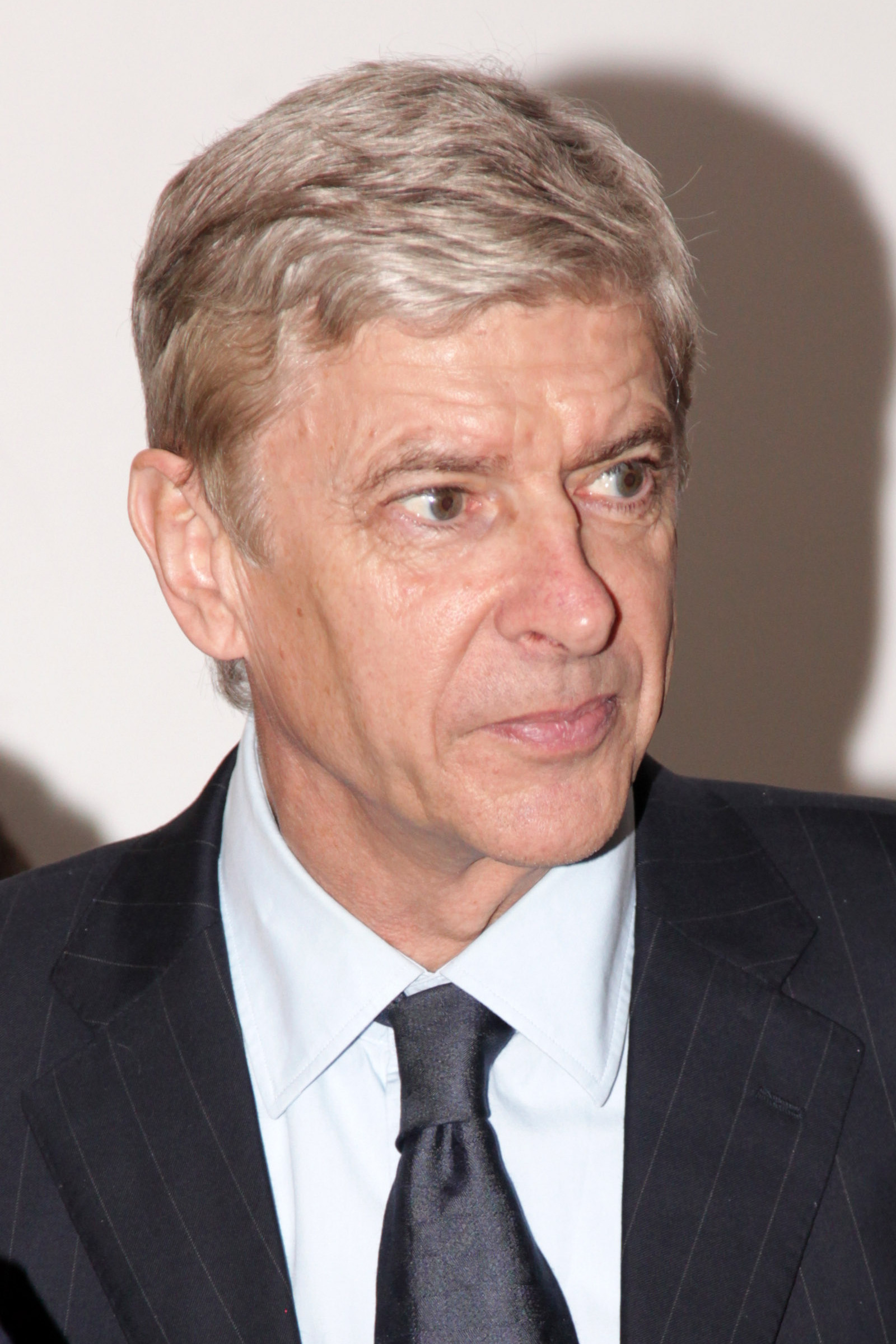
Cựu huấn luyện viên Arsenal Arsène Wenger là người tại vị lâu nhất trong lịch sử Premier League.

| Q.tịch           | Tên                 | Câu lạc bộ              | Bổ nhiệm             | Thời gian nắm quyền |
| ---------------- | ------------------- | ----------------------- | -------------------- | ------------------- |
| Tây Ban Nha      | Mikel Arteta        | Arsenal                 | 20 tháng 12 năm 2019 | 5 năm, 226 ngày     |
| Tây Ban Nha      | Unai Emery          | Aston Villa             | 1 tháng 11 năm 2022  | 2 năm, 275 ngày     |
| Tây Ban Nha      | Andoni Iraola       | Bournemouth             | 19 tháng 6 năm 2023  | 2 năm, 45 ngày      |
| Cộng hòa Ireland | Keith Andrews       | Brentford               | 27 tháng 6 năm 2025  | 37 ngày             |
| Đức              | Fabian Hürzeler     | Brighton & Hove Albion  | 15 tháng 6 năm 2024  | 1 năm, 49 ngày      |
| Anh              | Scott Parker        | Burnley                 | 5 tháng 7 năm 2024   | 1 năm, 29 ngày      |
| Ý                | Enzo Maresca        | Chelsea                 | 1 tháng 7 năm 2024   | 1 năm, 33 ngày      |
| Áo               | Oliver Glasner      | Crystal Palace          | 19 tháng 2 năm 2024  | 1 năm, 165 ngày     |
| Scotland         | David Moyes         | Everton                 | 11 tháng 1 năm 2025  | 204 ngày            |
| Bồ Đào Nha       | Marco Silva         | Fulham                  | 1 tháng 7 năm 2021   | 4 năm, 33 ngày      |
| Đức              | Daniel Farke        | Leeds United            | 4 tháng 7 năm 2023   | 2 năm, 30 ngày      |
| Pháp             | Régis Le Bris       | Sunderland              | 1 tháng 7 năm 2024   | 1 năm, 33 ngày      |
| Hà Lan           | Arne Slot           | Liverpool               | 1 tháng 6 năm 2024   | 1 năm, 63 ngày      |
| Tây Ban Nha      | Pep Guardiola       | Manchester City         | 1 tháng 7 năm 2016   | 9 năm, 33 ngày      |
| Bồ Đào Nha       | Ruben Amorim        | Manchester United       | 11 tháng 11 năm 2024 | 265 ngày            |
| Anh              | Eddie Howe          | Newcastle United        | 8 tháng 11 năm 2021  | 3 năm, 268 ngày     |
| Bồ Đào Nha       | Nuno Espírito Santo | Nottingham Forest       | 20 tháng 12 năm 2023 | 1 năm, 226 ngày     |
| Đan Mạch         | Thomas Frank        | Tottenham Hotspur       | 12 tháng 6 năm 2025  | 52 ngày             |
| Anh              | Graham Potter       | West Ham United         | 9 tháng 1 năm 2025   | 206 ngày            |
| Bồ Đào Nha       | Vítor Periera       | Wolverhampton Wanderers | 17 tháng 12 năm 2024 | 229 ngày            |

## Cầu thủ

### Số lần ra sân
.
| Thứ hạng | Cầu thủ         | Trận |
| --- | --------------- | ---- |
| 1 | Gareth Barry    | 653  |
| 2 | James Milner    | 634  |
| 3 | Ryan Giggs      | 632  |
| 4 | Frank Lampard   | 609  |
| 5 | David James     | 572  |
| 6 | Gary Speed      | 535  |
| 7 | Emile Heskey    | 516  |
| 8 | Mark Schwarzer  | 514  |
| 9 | Jamie Carragher | 508  |
| 10 | Phil Neville    | 505  |
| Tính đến ngày 30 tháng 1 năm 2024 In nghiêng: Cầu thủ đang thi đấu chuyên nghiệp In đậm: Cầu thủ đang thi đấu tại Premier League. |                 |      |

### Cầu thủ nước ngoài và quy định chuyển nhượng
Trong mùa giải Premier League đầu tiên 1992–93, ở vòng đấu mở màn chỉ có 11 cầu thủ ra sân trong đội hình xuất phát đến từ bên ngoài của Vương quốc Anh hoặc Ireland. Tới mùa 2000–01, số cầu thủ nước ngoài tham dự Premier League là 36%. Mùa 2004–05 con số tăng lên 45%. Ngày 26 tháng 12 năm 1999, Chelsea trở thành đội bóng đầu tiên tại Premier League ra sân với toàn cầu thủ nước ngoài, còn ngày 14 tháng 2 năm 2005, Arsenal trở thành đội bóng đầu tiên đăng ký cả 16 cầu thủ cho 1 trận đấu là người nước ngoài. Tới năm 2009, chỉ còn dưới 40% cầu thủ tham dự Premier League là người Anh.
Để đối phó với những lo ngại rằng các câu lạc bộ ngày càng bỏ qua các cầu thủ trẻ Anh để sử dụng các cầu thủ nước ngoài, năm 1999, Cục Xuất nhập cảnh Vương quốc Anh thắt chặt quy định của cấp giấy phép lao động cho cầu thủ đến từ ngoài Liên minh châu Âu. Một cầu thủ ngoài EU chỉ được cấp giấy phép lao động khi thi đấu 75% số trận đấu hạng 'A' mà cầu thủ đó được lựa chọn trong vòng 2 năm, và quốc gia của cầu thủ đó trung bình phải xếp ít nhất là thứ 70 trong bảng xếp hạng FIFA trong vòng 2 năm. Nếu 1 cầu thủ không đạt được những tiêu chí đó, câu lạc bộ muốn ký hợp đồng với cầu thủ đó có thể đưa ra lời yêu cầu.
Các cầu thủ sẽ chỉ được chuyển nhượng khi thị trường chuyển nhượng mở cửa bởi Hiệp hội bóng đá. Sẽ có 2 kỳ chuyển nhượng bắt đầu từ ngày cuối cùng của mùa giải tới 31 tháng 8 và từ 31 tháng 12 tới 31 tháng Giêng. Cầu thủ đã được đăng ký sẽ không được thay đổi trong kì chuyển nhượng đó trừ khi có giấy phép đặc biệt từ FA, thường là trong trường hợp khẩn. Tới mùa 2010–11, Premier League đưa ra luật mới về việc các câu lạc bộ chỉ được phép đăng ký tối đa 25 cầu thủ trên 21 tuổi, cùng với đó là danh sách đội hình chỉ được phép thay đổi trong kì chuyển nhượng hoặc trong trường hợp đặc biệt. Cùng với đó là khái niệm 'home grown' cũng được áp dụng, theo đó cũng từ năm 2010 ít nhất là 8 trong số 25 cầu thủ đăng ký phải là 'cầu thủ home-grown'.

### Lương cầu thủ và phí chuyển nhượng
Không có mức lương trần dành cho một cá nhân hay một đội bóng nào tại Premier League. Đây là kết quả của những bản hợp đồng bản quyền truyền hình ngày càng hấp dẫn, lương các cầu thủ tăng mạnh kể từ khi Premier League ra đời khi mà mức lương trung bình của cầu thủ chỉ là 75.000 bảng Anh một năm. Mức lương trung bình vào mùa 2008–09 là 1,1 triệu bảng. Tới năm 2015, trung bình lương của Premier League cao nhất trong các giải bóng đá trên thế giới.
Kỷ lục chuyển nhượng dành cho một cầu thủ Premier League tăng đều đặn qua từng năm. Trước khi bắt đầu mùa giải Premier League đầu tiên Alan Shearer mới trở thành cầu Anh có mức chuyển nhượng trên 3 triệu bảng. Các kỷ lục tăng đều đặn trong vài mùa giải đầu tiên ở Premier League, cho đến khi Alan Shearer đã phá vỡ kỷ lục 15 triệu bảng khi chuyển tới Newcastle United vào năm 1996. Ba kỉ lục chuyển nhượng cao nhất lịch sử thể thao thì đều là các câu lạc bộ Premier League bán đi, khi Tottenham Hotspur bán Gareth Bale cho Real Madrid với giá 85 triệu bảng năm 2013, Manchester United bán Cristiano Ronaldo cho Real Madrid với mức giá 80 triệu bảng năm 2009, và Liverpool bán Luis Suárez cho Barcelona thu về 75 triệu năm 2014.

### Giá trị chuyển nhượng
| STT | Cầu Thủ        | Giá Trị | Năm  | Chuyển từ              | Chuyển từ         | Chú thích               |
| --- | -------------- | ------- | ---- | ---------------------- | ----------------- | ----------------------- |
| 1   | Enzo Fernández | £106.8m | 2023 | Benfica                | Chelsea           | [ 164 ]                 |
| 2   | Moisés Caicedo | £100m   | 2023 | Brighton & Hove Albion | Chelsea           | [ 165 ]                 |
| 2   | Declan Rice    | £100m   | 2023 | West Ham United        | Arsenal           | [ 166 ]                 |
| 2   | Jack Grealish  | £100m   | 2021 | Aston Villa            | Manchester City   | [ 167 ]                 |
| 5   | Romelu Lukaku  | £97.5m  | 2021 | Inter Milan            | Chelsea           | [ 168 ] [ 169 ]         |
| 6   | Paul Pogba     | £89m    | 2016 | Juventus               | Manchester United | [ 170 ] [ 171 ] [ 172 ] |
| 7   | Antony         | £81.3m  | 2022 | Ajax                   | Manchester United | [ 173 ]                 |
| 8   | Harry Maguire  | £80m    | 2019 | Leicester City         | Manchester United | [ 174 ] [ 175 ]         |
| 9   | Joško Gvardiol | £77m    | 2023 | RB Leipzig             | Manchester City   | [ 176 ]                 |
| 10  | Romelu Lukaku  | £75m    | 2017 | Everton                | Manchester United | [ 177 ] [ 178 ] [ 179 ] |

1. ↑  cộng thêm 5 triệu euro tiền thưởng bổ sung

| STT | Cầu Thủ           | Giá trị | Năm  | Chuyển từ              | Chuyển từ         | Chú thích(s)    |
| --- | ----------------- | ------- | ---- | ---------------------- | ----------------- | --------------- |
| 1   | Philippe Coutinho | £105m   | 2018 | Liverpool              | Barcelona         | [ 180 ]         |
| 2   | Moisés Caicedo    | £100m   | 2023 | Brighton & Hove Albion | Chelsea           | [ 165 ]         |
| 2   | Declan Rice       | £100m   | 2023 | West Ham United        | Arsenal           | [ 166 ]         |
| 2   | Jack Grealish     | £100m   | 2021 | Aston Villa            | Manchester City   | [ 167 ]         |
| 5   | Eden Hazard       | £89m    | 2019 | Chelsea                | Real Madrid       | [ 181 ]         |
| 6   | Harry Kane        | £86.4m  | 2023 | Tottenham Hotspur      | Bayern Munich     | [ 182 ]         |
| 7   | Gareth Bale       | £86m    | 2013 | Tottenham Hotspur      | Real Madrid       | [ 183 ] [ 184 ] |
| 8   | Cristiano Ronaldo | £80m    | 2009 | Manchester United      | Real Madrid       | [ 185 ] [ 186 ] |
| 8   | Harry Maguire     | £80m    | 2019 | Leicester City         | Manchester United | [ 174 ] [ 175 ] |
| 10  | Romelu Lukaku     | £75m    | 2019 | Manchester United      | Inter Milan       | [ 187 ]         |
| 10  | Virgil van Dijk   | £75m    | 2018 | Southampton            | Liverpool         | [ 188 ]         |

1. ↑  plus reported €40 million bonuses

### Cầu thủ ghi bàn hàng đầu

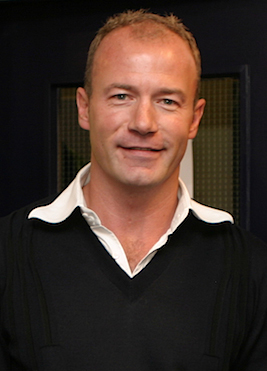
Alan Shearer là cầu thủ ghi nhiều bàn thắng nhất lịch sử Premier League.

Tính đến 18 tháng 1 năm 2025.
| Thứ hạng | Tên           | Năm                             | Bàn thắng | Trận | Tỉ lệ |
| -------- | ------------- | ------------------------------- | --------- | ---- | ----- |
| 1        | Alan Shearer  | 1992–2006                       | 260       | 441  | 0.59  |
| 2        | Harry Kane    | 2009–2023                       | 213       | 320  | 0.67  |
| 3        | Wayne Rooney  | 2002–2018                       | 208       | 491  | 0.42  |
| 4        | Mohamed Salah | 2014–2016, 2017–                | 186       | 301  | 0.7   |
| 5        | Andy Cole     | 1992–2008                       | 187       | 414  | 0.45  |
| 6        | Sergio Agüero | 2011–2021                       | 184       | 275  | 0.69  |
| 7        | Frank Lampard | 1995–2015                       | 177       | 609  | 0.29  |
| 8        | Thierry Henry | 1999–2007, 2012                 | 175       | 258  | 0.68  |
| 9        | Robbie Fowler | 1993–2009                       | 163       | 379  | 0.43  |
| 10       | Jermain Defoe | 2001–2003, 2004–2014, 2015–2020 | 162       | 492  | 0.33  |

Chiếc giày vàng được trao cho cầu thủ ghi nhiều bàn thắng tại Premier League vào cuối mỗi mùa bóng. Cựu tiền đạo Blackburn Rovers và Newcastle United Alan Shearer đang giữ kỉ lục ghi nhiều bàn thắng nhất tại Premier League với 260. Ba mươi tư cầu thủ đã đạt cột mốc 100 bàn thắng.
Kể từ mùa giải Premier League đầu tiên 1992–93, hơn 26 cầu thủ đến từ 12 câu lạc bộ khác nhau đã giành hoặc chia sẻ danh hiệu vua phá lưới giải đấu. Thierry Henry giành danh hiệu vua phá lưới thứ tư với 27 bàn vào mùa 2005–06. Erling Haaland  giữ kỉ lục ghi nhiều bàn thắng nhất trong một mùa giải (36) – cho Manchester City. Ryan Giggs của Manchester United giữ kỉ lục ghi bàn trong nhiều mùa liên tiếp nhất, với việc ghi bàn trong cả 21 mùa giải đầu tiên.

## Giải thưởng

### Cúp

Cúp Premier League

Premier League có 2 chiếc cúp – một chiếc cúp thật (được giữ bởi nhà đương kim vô địch) và một bản sao dự trữ. Hai chiếc cúp sẽ được sử dụng trong trường hợp hai câu lạc bộ có thể có cơ hội vô địch ở ngày thi đấu cuối cùng của mùa giải. Trong trường hợp có nhiều hơn hai đội cùng cạnh tranh nhau chức vô địch trong ngày thi đấu cuối cùng của mùa giải – thì một bản sao từng được giành bởi một câu lạc bộ trước đó sẽ được sử dụng.
Chiếc cúp Premier League hiện tại được tạo ra bởi Royal Jewellers Asprey of London. Chiếc cúp bao gồm thân cúp với chiếc vương miện bằng vàng và chiếc đế bằng malachit. Chiếc đế nặng 33 pound (15 kg) còn thân cúp nặng 22 pound (10,0 kg). Cả thân và đế cao 76 cm (30 in), rộng 43 cm (17 in) và sâu 25 cm (9,8 in).
Thân chính được làm từ bạc đặc thật và bạc mạ vàng, trong khi đó đế được làm từ malachit, một loại đá quý. Đế có một dải bạc xung quanh chu vi của nó, nơi ghi tên các nhà vô địch giải đấu. Malachit màu xanh cũng là tượng trưng cho màu xanh của cỏ trên sân. Chiếc cúp được thiết kế dựa trên huy hiệu của Tam Sư kết hợp với bóng đá Anh. Hai con sư tử được đặt ở hai bên chiếc cúp phía trên tay nắm– con thứ ba được biểu tượng chính là người đội trưởng của đội vô địch người nâng cao chiếc cúp, và khi ấy chiếc vương miện vàng sẽ ở trên đầu của anh ta. Các ruy băng treo lên tay nắm được thể hiện bằng màu của đội vô địch giải đấu năm đó.
Năm 2004, một phiên bản vàng đặc biệt được trao cho Arsenal khi họ giành chức vô địch mà không để thua một trận đấu nào.

### Các giải thưởng cho cầu thủ và huấn luyện viên
Bên cạnh việc cúp dành cho đội vô địch và huy chương dành cho các cá nhân cầu thủ, Premier League cũng trao các giải Huấn luyện viên xuất sắc nhất tháng và Cầu thủ xuất sắc nhất hàng tháng. Có cả các giải Huấn luyện viên xuất sắc nhất mùa giải, Cầu thủ xuất sắc nhất mùa giải.
Hàng năm có giải Chiếc giày vàng và Găng tay vàng hàng năm.

### Giải thưởng 20 năm
Năm 2012, Premier League kỉ niệm thập niên thứ hai bằng lễ trao Giải thưởng 20 năm:
- Đội hình tiêu biểu
  - Chuyên gia bình chọn: Peter Schmeichel, Gary Neville, Tony Adams, Rio Ferdinand, Ashley Cole, Cristiano Ronaldo, Roy Keane, Paul Scholes, Ryan Giggs, Thierry Henry, Alan Shearer
  - Khán giả bình chọn: Peter Schmeichel, Gary Neville, Tony Adams, Nemanja Vidić, Ashley Cole, Cristiano Ronaldo, Steven Gerrard, Paul Scholes, Ryan Giggs, Thierry Henry, Alan Shearer

- Huấn luyện viên xuất sắc nhất: Sir Alex Ferguson
- Cầu thủ xuất sắc nhất: Ryan Giggs
- Ra sân nhiều lần nhất: Ryan Giggs (598)
- Ghi được nhiều bàn thắng nhất: Alan Shearer (260)
- Giữ sạch lưới nhiều nhất: David James (173)
- Câu lạc bộ 500: Ryan Giggs, David James, Gary Speed, Frank Lampard, Emile Heskey, và Sol Campbell.
- Bàn thắng đẹp nhất: Wayne Rooney, 12 tháng 2 năm 2011, Man. United vs Man. City
- Cứu thua xuất sắc nhất: Craig Gordon, 18 tháng 12 năm 2010, Sunderland vs Bolton
- Đội bóng bất bại trong một mùa giải: Arsenal 2003-04